# Фосетт, Перси
Персивал Харрисон Фосетт (англ. Percival Harrison Fawcett; 18 августа 1867, Торки, Девон, Великобритания — предположительно 1925, Мату-Гросу, Бразилия) — британский топограф и путешественник, подполковник.
Фосетт пропал при неизвестных обстоятельствах вместе со своим сыном в 1925 году во время экспедиции, целью которой было обнаружение затерянного города в сельве Бразилии.

## Ранняя жизнь и карьера
Фосетт родился в 1867 году в Торки (графство Девон) в семье Эдварда Б. Фосетта, члена Королевского географического общества, и Миры Фосетт. Вероятно, именно от отца Перси Фосетт унаследовал любовь к путешествиям.
В 1886 году Фосетт начал служить в артиллерийских войсках в Тринкомали на Цейлоне, где встретился со своей будущей женой. Позже работал на британскую разведку в северной Африке и выучился на топографа. Фосетт был другом таких писателей, как Г. Райдер Хаггард и Артур Конан Дойль. Последний черпал вдохновение из рассказов Фосетта при написании романа «Затерянный мир».

### Экспедиции
Фосетт совершил первую экспедицию в Южную Америку в 1906 году, чтобы нанести на карту область джунглей на границе Бразилии и Боливии по поручению Королевского географического общества. Он прибыл в Ла-Пас (Боливия) в июне. Всего между 1906 и 1924 годами Фосетт совершил семь экспедиций. Во время Первой мировой войны он вернулся в Британию, чтобы служить в действующей армии, и участвовал в битве на Сомме (1916), но после войны вернулся в Бразилию и продолжил изыскания на местности и изучение дикой природы.

### Поиски затерянных городов Атлантиды

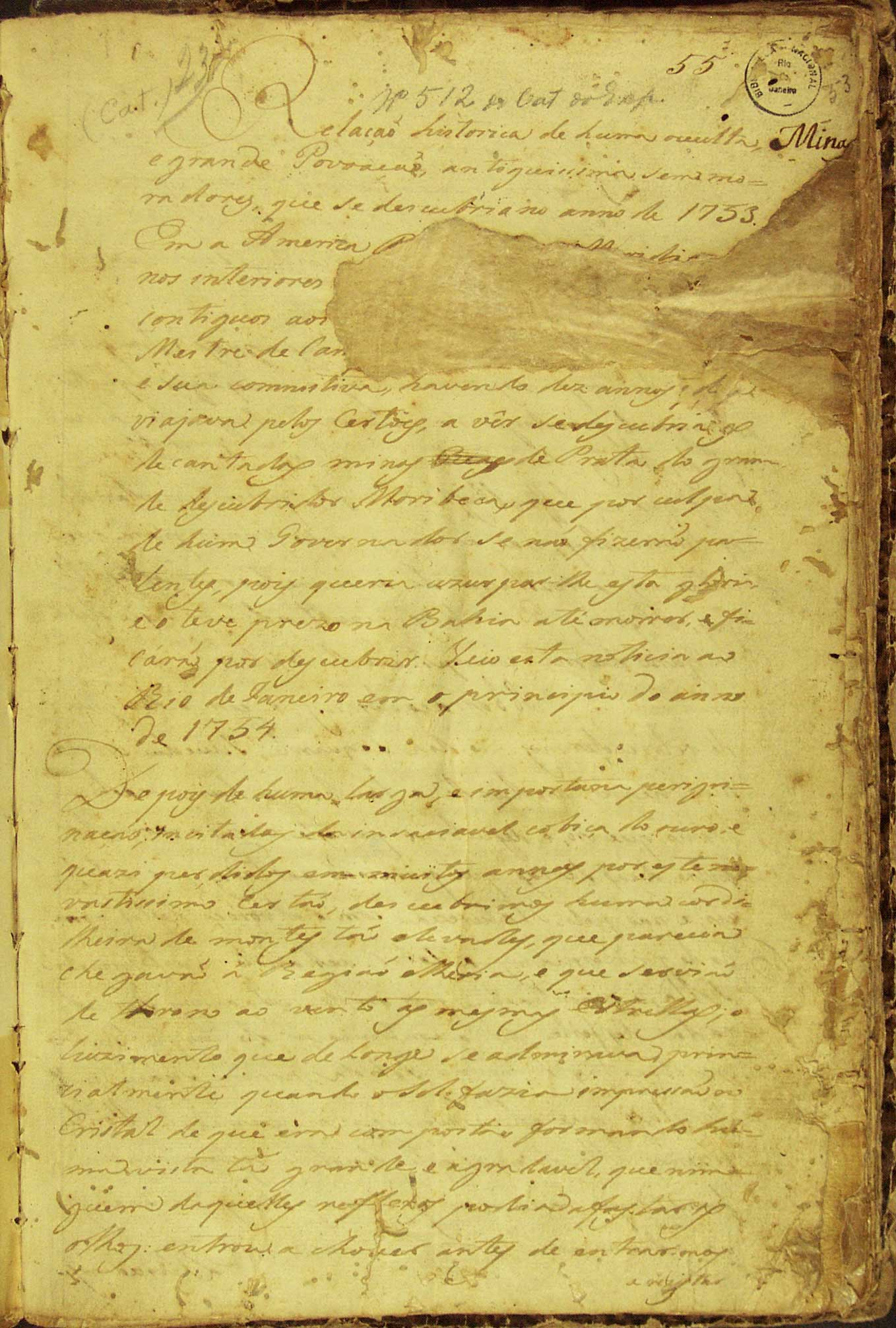
Первая страница Рукописи 512.

Всю свою жизнь Фосетт был уверен в существовании заброшенных неизвестных городов в южноамериканской сельве. Собранные им данные (большая часть которых нам, по-видимому, неизвестна) позволяли ему судить о том, что в этих местах некогда существовала высокоразвитая цивилизация, которую Фосетт считал цивилизацией Атлантиды. Главным указанием на существование в неисследованных районах Бразилии остатков доисторических городов Атлантиды (или её колоний) для него служила т. н. Рукопись 512 — документ XVIII века, в котором описывалось открытие португальскими искателями сокровищ (бандейрантами) в 1753 году руин неизвестного мёртвого города в глубине провинции Баия.
«Главной целью» своих поисков Фосетт называл «Z» — некий таинственный, возможно, обитаемый город на территории Мату-Гросу, лишь предположительно тождественный городу бандейрантов 1753 года. Источник сведений о «Z» остался неизвестным; эзотерические предания со времён Фосетта до наших дней связывают этот мифический город с теорией Полой Земли.
Материальным свидетельством существования неизвестной доисторической цивилизации на территории Бразилии Фосетт считал статуэтку из чёрного базальта высотой 25 см, которую ему подарил его друг сэр Генри Райдер Хаггард, приобретший её в этой южноамериканской стране. По словам Фосетта, эксперты из Британского музея не смогли объяснить ему происхождение статуэтки, и с этой целью он обратился за помощью к психометристу, описавшему при контакте с этим артефактом «большой, неправильной формы континент, простирающийся от северного берега Африки до Южной Америки», на который затем обрушилась природная катастрофа. Название материка была Атладта.
В 1921 году Фосетт предпринял экспедицию в глубину бразильского штата Баия, следуя указаниям как Рукописи 512, так и другого британского путешественника и исследователя — подполковника О’Салливана Бэра, который якобы посетил древний затерянный город в нескольких днях пути от Салвадора. По словам Фосетта, в своей экспедиции 1921 года он смог собрать новые свидетельства существования остатков древних городов, посетив район реки Гонгожи.

## Последняя экспедиция
В 1925 году Фосетт вместе со своим старшим сыном Джеком и его другом Рэли Раймелом отправился на поиски «главной цели „Z“», планируя на обратном пути осмотреть покинутый «город Рапозо» (по вымышленному имени Франсиско Рапозо, которым Фосетт обозначал автора Рукописи 512 1753 года) в Баие. Экспедицию финансировала группа лондонских финансистов под названием The Glove («Перчатка»). Фосетт оставил записку, в которой говорилось о том, что, если они не вернутся, то не надо посылать на поиски спасательную экспедицию, иначе её участников будет ждать та же судьба, что и его.
29 мая 1925 года Фосетт телеграфировал своей жене, что готов отправиться в неисследованные территории втроем с Джеком и Рэли Раймелом. Сообщалось, что они пересекли реку Шингу, юго-восточный приток Амазонки. Больше о них никто не слышал.

## Предположения, поиски и объяснения
Многие считают, что исследователи были убиты индейцами — возможно, воинственным племенем калапало, которые видели их в последний раз, или же одним из племён, через территории которых они проходили. Оба молодых человека были больны и хромали, когда их видели в последний раз, и вполне вероятно, что они умерли в джунглях от естественных причин.
В 1927 году табличка с именем Фосетта была найдена индейцами. В 1933 году компас, принадлежавший Фосетту, был найден вблизи владений индейцев племени бакаири.
В последующие десятилетия предпринимались поисковые экспедиции, не имевшие никаких результатов, кроме слухов, которые не могли быть подтверждены. В дополнение к предположениям, что Фосетт был убит индейцами или дикими животными, появилась история о том, что он потерял память и стал вождем племени людоедов. Иногда встречаются утверждения, что 100 человек погибло в более чем 13 экспедициях, целью которых было раскрыть тайну исчезновения Фосетта, однако известный канадско-британский исследователь Южной Америки Джон Хемминг, критик мифов вокруг Фосетта, указывает, что на деле экспедиций было всего три (причём первая пришла к выводу, что не отличавшиеся компетентностью и тактом путешественники были убиты местными жителями), и в них никто не погиб, за исключением актёра Альберта де Уинтона, повздорившего с индейцем, пытавшимся отнять его ружьё. Экспедиция 1951 года обнаружила человеческие кости, которые позже признали не принадлежавшими Фосетту или кому-либо из его спутников. Экспедиция 1996 года была захвачена в плен местным племенем калапало, но через некоторое время была отпущена, когда её члены отдали индейцам всё своё оборудование.

### Версия Виллаш Боаша
В 1958 году британский путешественник и режиссер-документалист Адриан Кауэлл, принимавший участие в Южноамериканской экспедиции Кембриджского и Оксфордского университетов, целью которой являлось установление географического центра Бразилии, познакомился с Орландо Виллаш Боашем, одним из братьев Виллаш Боаш — известных активистов бразильской «Службы защиты индейцев» (Serviço de Proteção ao Índio), знатоков местных племён. В свою очередь, Орландо узнал об этом от одного из индейцев-убийц Фосетта. По его версии, Фосетт и его спутники в результате несчастного случая на реке потеряли большую часть даров, предназначавшихся индейским племенам. Из-за этого и из-за того, что члены экспедиции в то время страдали от болезней, племя калапало, с которым они столкнулись, решило их убить. Тела Джека Фосетта и Рэйли Раймелла были выброшены в реку; полковник Фосетт же был похоронен в соответствии с обычаем как старый человек. Результаты исследования обстоятельств гибели Фосетта А. Кауэлл изложил в своей книге «В сердце леса», опубликованной в Лондоне в 1960 году.
Датский исследователь Арне Фальк-Рённе также путешествовал по Мату-Гросу в 1960-х годах. В 1991 году он выпустил свою книгу, в которой сообщил, что узнал о судьбе Фосетта от индейцев племени калапало, и сообщал, что один из членов племени ещё раз подтвердил историю Виллаш Боаша.

### Альтернативные версии
Американский писатель Билл Брайсон в своей книге «Беспокойное лето 1927» (ориг. «One Summer: America, 1927») выдвигает теорию, согласно которой исследовательский отряд Перси Фосетта подвергся атаке туземцев в связи с деятельностью другой исследовательской группы под руководством Александра Гамильтона Райса, члены которой использовали экспедиционный аэроплан для бомбардировок местных племен.

### Предположительные останки Фосетта
В 1951 году Орландо Виллаш Боаш обнаружил кости, которые могли принадлежать Фосетту. Анализ, предположительно, подтвердил это, но Брайан Фосетт (1906—1984), сын путешественника, отказался признавать их принадлежащими его родителю. Виллаш Боаш заявил, что Брайан слишком заинтересован в получении прибыли от книг об исчезновении отца. По сообщению 1965 года, кости находились в коробке в доме одного из братьев Виллаш Боаш.
В 1998 году английский исследователь Бенедикт Аллен объявил, что обнаружил подлинные останки Фосетта. В то же самое время вождь калапало Вайюви признал, что кости, найденные Виллаш Боашем, в действительности не принадлежали Фосетту. Также он отрицал, что его племя приняло какое-то участие в его гибели.

### Община в джунглях
21 марта 2004 года британская газета The Observer сообщила, что телережиссёр Миша Уильямс, изучавший личные записи Фосетта, обнаружил, что тот не собирался возвращаться в Великобританию, намереваясь создать в джунглях общину, основанную на теософских принципах и религиозном поклонении его сыну Джеку.
Статья в журнале The New Yorker, где рассматривалась эта версия, также сообщает о том, что предположительно «затерянный город Z» был обнаружен археологом Майклом Хекенбергером и представлял собой несколько групп поселений (всего 20), каждая из которых могла вмещать до 5000 человек. По словам Хекенбергера, «все поселения были построены по сложному плану, с таким знанием инженерного дела и математики, которое могло посоперничать со всем, что было в то время в большей части Европы».

## В культуре
В 2003 году вышел российский документальный фильм «Проклятие золота инков / Экспедиция Перси Фосетта в Амазонку», часть телевизионного сериала «Тайны века». Помимо прочих вещей в фильме уделялось внимание экспедиции Олега Алиева, исследовавшей места, где предположительно побывал Фосетт незадолго до своего исчезновения.
В 2016 году была опубликована книга Дэвида Гранна «Затерянный город Z», рассказывающая о последней экспедиции Фосетта. В том же году Джеймс Грэй её экранизировал. Фосетта в фильме сыграл Чарли Ханнэм.
В игре Shadow of the Tomb Raider Лара Крофт нашла многочисленные предметы, связанные с пропавшей экспедицией Фосетта, включая его личные вещи, последнее письмо, дневник Джека Фосетта и крест из могилы Рэли Раймела. Согласно дневнику Джека Фосетта, его отец был убит двумя ягуарами.